# Aurelius Iulianus
Aurelius Iulianus (sein Praenomen ist nicht bekannt) war ein im 3. Jahrhundert n. Chr. lebender Angehöriger des römischen Ritterstandes (Eques).
Durch eine Inschrift, die beim Kastell Banna gefunden wurde und die auf 205/208 datiert wird, ist belegt, dass Iulianus Tribun der Cohors I Aelia Dacorum war, die zu diesem Zeitpunkt in der Provinz Britannia stationiert war. Aus der Inschrift geht hervor, dass die Cohors I Aelia Dacorum und die Cohors I Thracum im Kastell das Horreum errichteten und dass die Arbeit unter der Aufsicht von Iulianus stattfand.
Iulianus ließ für seinen Sohn Aurelius Concordius, der im Alter von einem Jahr und 5 Tagen starb, einen Grabstein errichten, der beim Kastell Banna gefunden wurde.